# Levičarska mladina (Kitajska)
Levičarska mladina je mladinska aktivistična skupnost Ljudske republike Kitajske, znana po protestih za delavske pravice leta 2018 v Šenzenu Jasik.

## Pregled
Kitajska levičarska mladina je skupina študentov, ki so se rodili v 90. letih in danes predstavljajo zelo majhno manjšino med kitajskimi študenti. Ti študenti so običajno organizirani v bralne klube in študentska društva na večjih univerzah. Te študentske organizacije nasprotujejo marksizmu kot uradni kitajski ideologiji in zagovarjajo marksizem uporniške revolucije. Ta študentska združenja vključujejo marksistično društvo pekinške univerze, civilno razvojno združenje kitajske univerze Renmin Šinguang, mladinsko združenje pekinške jezikovne in kulturne univerze Šinšin itd. Kitajske komunistične oblasti so društva zaradi podpiranja delavskega gibanja politično zatirali.

## Sprejem
Slovenski radikalni levičarski filozof Slavoj Žižek je v članku, objavljenem v The Independentu, razpravljal o izginotju Žua Šina in trdil, da odseva inherentna protislovja v kitajski družbi, da je marksizem kot državna ureditev veljal za nevarno obliko subverzije režima.